# Fashion Model Directory
Fashion Model Directory (FMD) (Centrul de prezentare a modei) este o bază de date online de informații, despre fotomodele de sex feminin care prezintă moda, ca și agențiile de manechine și designeri de modă.
Proiectul a fost inițiat în 1998 de către Stuart Howard, ca un proiect offline, și a ajuns apoi în anul 2000 direct pe web. Acesta a fost preluat  în 2002 de FashionOne Group.